# Stripped (Rammstein-sang)
 For alternative betydninger, se Stripped. (Se også artikler, som begynder med Stripped)
Stripped er en single af Rammstein. Det er et covernummer af en sang med samme navn af Depeche Mode.

## Trackliste
1. Stripped – 4:25
2. Stripped – (Psilonaut Mix) – 4:28 
Remix af Johan Edlund (Tiamat)
3. Stripped – (Heavy Mental Mix) – 5:12 
Remix af Charlie Clouser
4. Stripped – (Tribute to Düsseldorf Mix) – 5:10 
Remix af Charlie Clouser
5. Stripped – (FKK Mix) – 4:35 
Remix af Günter Schulz (KMFDM)
6. Wollt ihr das Bett in Flammen sehen?
Live Arena, Berlin '96 (Video af liveoptræden)

| Musik | Spire Denne musikartikel er en spire som bør udbygges. Du er velkommen til at hjælpe Wikipedia ved at udvide den. |